# ماهی چندخاره اقیانوس اطلس

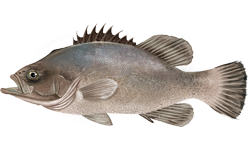

ماهی چندخاره اقیانوس اطلس (انگلیسی: Atlantic wreckfish) یک ماهی اقیانوس، ماهی کف‌زی و مهاجر پرتوبالگان در خانواده (زیست‌شناسی) ماهی پردندانه است.